# Pastor del sur de Rusia
El pastor ucraniano (en ucraniano: Українська вівчарка) pastor del sur de Rusia (en ucraniano: Південноруська вівчарка) es una raza de perro boyero, de gran tamaño. A veces se le conoce por la transliteración directa de su nombre en ucraniano: vivcharka/ovcharka.

## Descripción
Los expertos no han podido establecer hasta la fecha una teoría sobre los orígenes exactos de esta raza; sin embargo, la mayoría aceptan la teoría de que sus ancestros vivieron en la región de Crimea, entre el mar negro y el mar de Azov.
Con una altura de 92 cm, tiene una cabeza grande con orejas pequeñas y triangulares colgantes. Su manto consiste en una capa de pelo duro blanco (aunque puede verse blanco con amarillo o sombras de gris), espeso y ligeramente ondulado. Se trata de un perro que necesita poco y se adapta a la gran mayoría de condiciones climáticas.
Requiere un entrenamiento muy firme y consistente ya que puede ser muy independiente y prestar poco la atención.
Su número ha disminuido drásticamente en las últimas décadas debido a la precaria situación económica en Europa del Este, así como a la moda. Muchos de estos perros murieron por falta de medicamentos y alimentos, ya que muchas personas no podían permitirse tener un perro, y muchos otros optaron por otras razas.  Recientemente, algunos clubs nuevos en Moscú están tratando de repopularizarlo en el país. En 1994, 100 ovcharkas participaron en un concurso en Moscú.
El pastor del sur de Rusia forma parte de la «Troika», un trío de perros pastores rusos reconocidos. Los otros dos miembros de este grupo son el pastor caucásico y el controvertido pastor de Asia Central.